# Адміністративний поділ Угорщини
Територія Угорщини поділяється на регіони (угор. Magyarország régiói), які поділяються на медьє (області), які в свою чергу поділяються на райони або яраші (угор. járás). Наразі Угорщина поділена на 7 регіонів, які поділені на 20 адміністративних одиниць (19 медьє та місто Будапешт), а медьє — усього на 175 ярашів (угор. járás), одним із яких є Будапешт. Місцеві органи самоврядування представляють мери і муніципальні збори, які формуються шляхом виборів. Термін повноважень — 4 роки.
Також є 23 міста з правами медьє (угор. megyei jogú városok). Місцева влада цих міст має розширені повноваження, але незалежними територіальними одиницями вони не є. Крім адміністративних центрів, це Шопрон, Годмезевашаргей, Дунауйварош, Ерд та Надьканіжа.

## Медьє
Угорщина поділена на 19 медьє (областей) та місто, прирівняне до них — Будапешт. Сучасний адміністративний поділ було введено 1950 року.
| Назва                | Адміністративний центр | Площа (км²) | Населення (осіб) | Щільність населення (осіб/км²) | Кількість населених пунктів |
| -------------------- | ---------------------- | ----------- | ---------------- | ------------------------------ | --------------------------- |
| Бач-Кішкун           | Кечкемет               | 8 445       | 541 584          | 64                             | 119                         |
| Бараня               | Печ                    | 4 430       | 402 260          | 91                             | 301                         |
| Бекеш                | Бекешчаба              | 5 631       | 392 845          | 70                             | 75                          |
| Боршод-Абауй-Земплен | Мішкольц               | 7 247       | 739 143          | 102                            | 355                         |
| Чонград              | Сегед                  | 4 263       | 425 785          | 100                            | 60                          |
| Феєр                 | Секешфегервар          | 4 359       | 428 579          | 98                             | 108                         |
| Дьйор-Мошон-Шопрон   | Дьйор                  | 4 208       | 440 138          | 105                            | 174                         |
| Гайду-Бігар          | Дебрецен               | 6 211       | 550 265          | 89                             | 82                          |
| Гевеш                | Егер                   | 3 637       | 323 769          | 89                             | 119                         |
| Яс-Надькун-Сольнок   | Сольнок                | 5 582       | 413 174          | 74                             | 75                          |
| Комаром-Естергом     | Татабанья              | 2 265       | 315 886          | 139                            | 76                          |
| Ноград               | Шалготар'ян            | 2 546       | 218 218          | 86                             | 129                         |
| Пешт                 | (Будапешт)             | 6 393       | 1 124 395        | 176                            | 186                         |
| Шомодь               | Капошвар               | 6 036       | 334 065          | 55                             | 244                         |
| Саболч-Сатмар-Берег  | Ньїредьгаза            | 5 936       | 583 564          | 98                             | 228                         |
| Толна                | Сексард                | 3 703       | 247 287          | 67                             | 108                         |
| Ваш                  | Сомбатгей              | 3 336       | 266 342          | 80                             | 216                         |
| Веспрем              | Веспрем                | 4 493       | 368 519          | 82                             | 225                         |
| Зала                 | Залаегерсег            | 3 784       | 269 705          | 78                             | 257                         |